# Naissance en 1212
Naissance
- 1208
- 1209
- 1210
- 1211
- 1212
- 1213
- 1214
- 1215
- 1216

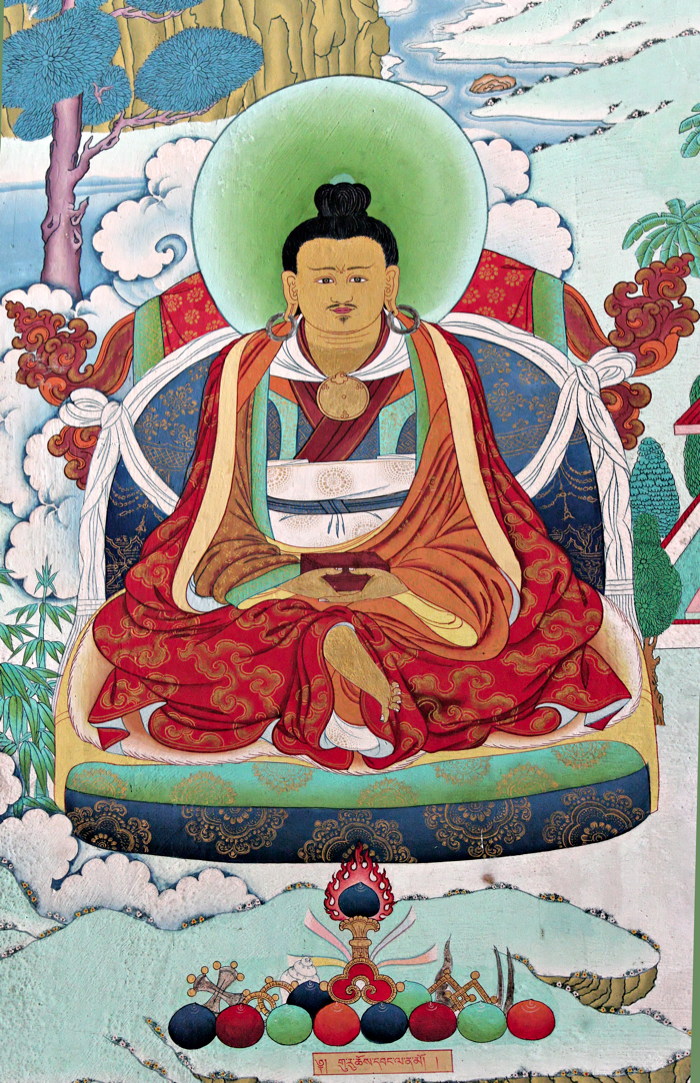
Guru Chöwang, né en 1212.

Cette page dresse une liste de personnalités nées au cours de l'année 1212 :
- 22 mars : Go-Horikawa, 86e empereur du Japon.

- Al-Shushtari,  Abu-al-Hasan Ali ben Abdallah al-Nuymari as-Shushtari, poète soufi andalou.
- Guru Chöwang, ou Guru Tchökyi Wangtchouk, deuxième des cinq rois des tertöns, c'est-à-dire des découvreurs de termas.
- Ibn Sahl de Séville, ou Abu Ishaq Ibrahim Ibn Sahl al-Isra'ili al-Ishbili, poète de l'Andalousie mauresque.
- Isabelle II de Jérusalem, ou Yolande de Brienne, reine de Jérusalem, impératrice consort du Saint-Empire et reine de Sicile.
- Jean d'Ibelin, seigneur d'Arsouf.
- Malatesta da Verucchio, célèbre condottiere, le fondateur de la puissante famille des Malatesta.
- Marguerite de Savoie, comtesse de Kybourg.

date incertaine (vers 1212)
- Hugues IV de Rodez, comte de Rodez, vicomte de Carlat, vicomte de Creyssel et seigneur de Scorailles.

## Crédit d'auteurs
- Cet article est partiellement ou en totalité issu de l'article intitulé « 1212 » (voir la liste des auteurs).